# Вудкрофт, Крэйг
Крэйг Вудкрофт (англ. Craig Woodcroft, род. 3 декабря 1969, Торонто, Онтарио, Канада) — бывший профессиональный канадский хоккеист (крайний нападающий). Бывший главный тренер клуба Континентальной хоккейной лиги «Динамо» (Минск). Входил в состав тренерского штаба национальной сборной Беларуси по хоккею с шайбой в качестве ассистента главного тренера на протяжении трех Чемпионатов мира по хоккею с шайбой. Обладатель в качестве главного тренера сборной Белоруссии, Кубка Первого канала по хоккею 2022, в финале победили сборную России.

## Тренерская карьера
| Сезон     | Команда        | Турнир                                  | Регулярный сезон | Регулярный сезон | Регулярный сезон | Регулярный сезон | Регулярный сезон | Регулярный сезон | Регулярный сезон | Регулярный сезон | Регулярный сезон                                                                                  | Плей-офф | Плей-офф | Плей-офф                                                                      |
| Сезон     | Команда        | Турнир                                  | И                | В                | ВО               | ВБ               | ПО               | ПБ               | П                | О                | Результат                                                                                         | В        | П        | Результат                                                                     |
| --------- | -------------- | --------------------------------------- | ---------------- | ---------------- | ---------------- | ---------------- | ---------------- | ---------------- | ---------------- | ---------------- | ------------------------------------------------------------------------------------------------- | -------- | -------- | ----------------------------------------------------------------------------- |
| 2016/2017 | «Динамо-Минск» | Товарищеские игры                       | 1                | 1                | 0                | 0                | 0                | 0                | 0                | 0                | -                                                                                                 | -        | -        | -                                                                             |
| 2016/2017 | «Динамо-Минск» | Кубок Латвийской железной дороги        | 3                | 1                | 0                | 0                | 0                | 0                | 2                | 3                | 3 место (групповая стадия)                                                                        | 0        | 1        | 4 место (итоговое)                                                            |
| 2016/2017 | «Динамо-Минск» | Турнир памяти Аркадия Чернышева         | 3                | 1                | 0                | 0                | 0                | 0                | 2                | 3                | 3 место (итоговое)                                                                                | -        | -        | -                                                                             |
| 2016/2017 | «Динамо-Минск» | Кубок Шпенглера                         | 2                | 1                | 0                | 0                | 0                | 0                | 1                | 3                | 1 место (группа Каттини)                                                                          | 0        | 1        | Поражение от Сборной Канады в полуфинале турнира                              |
| 2016/2017 | «Динамо-Минск» | Регулярный сезон КХЛ                    | 60               | 27               | 3                | 7                | 2                | 2                | 19               | 105              | 8-е место в Регулярном чемпионате; 5-е место в Конференции «Запад»; 2-е место в Дивизионе Боброва | 1        | 4        | Поражение от «Локомотив» (Ярославль) на стадии 1/4 финала Конференции «Запад» |
| 2019/2020 | «Динамо-Минск» | Кубок Губернатора Нижегородской области | 3                | 1                | 0                | 0                | 0                | 0                | 2                | 2                | 3 место (групповая стадия)                                                                        | 0        | 1        | 4 место (итоговое)                                                            |
| 2019/2020 | «Динамо-Минск» | Кубок Салея                             | 0                | 0                | 0                | 0                | 0                | 0                | 0                | 0                | -                                                                                                 | 0        | 2        | 4 место (итоговое)                                                            |
| 2019/2020 | «Динамо-Минск» | Кубок Латвийской железной дороги        |                  |                  |                  |                  |                  |                  |                  |                  |                                                                                                   | -        | -        | -                                                                             |
| 2019/2020 | «Динамо-Минск» | Регулярный сезон КХЛ                    |                  |                  |                  |                  |                  |                  |                  |                  |                                                                                                   |          |          |                                                                               |